# コーヒーミル
コーヒーミル (coffee mill) もしくはコーヒー粉砕機（コーヒーふんさいき）は、焙煎されたコーヒー豆を粉砕するための器具（粉砕機）である。家庭用のものを指す名称で、業務用はグラインダー (grinder) と呼ばれることが多い。仮に焙煎豆のまま抽出しても、そのコーヒーエキスの抽出効率は低く、香味も乏しい。焙煎豆を細かく砕くことで抽出効率も高まり抽出速度も増す。そのため、コーヒー豆からコーヒーを抽出するまでの過程で必須な器具である。
日本の家庭ではインスタントコーヒーに代わりレギュラー・コーヒーが普及してきたが、まだまだその粉を購入している人が多い。しかし粉だと、チャックつきの袋に入っていても開封後2、3日で湿気を帯びたり香りが飛んだりしてしまう。豆で購入して使うごとにコーヒーミルで挽けば、より薫り高いコーヒーを愉しむことができる。
コーヒー豆粉砕のポイントと目的
- 摩擦熱による品質劣化を抑える
- 抽出液の品質に影響を与える粒度分布の安定が必要（微粉末による品質劣化を防ぐ）
- 過剰抽出を防ぐ（単にコーヒー成分を引き出すのではなく、抽出器具にあわせた最適な味・香り部分の抽出固形分を引き出す）
- 粉砕粒度の表面積の増大による嵩密度の調整（表面積を広め抽出効率を上げることは必要であるが、粉砕粒度メッシュが大きくなりすぎ、容器に入りきれないのを防ぐ)
- 砕く原料豆により粉砕機種が決まる（生豆のような硬いものは、刻んだり、裂いたり、細かくするために適し、焙煎豆のような割れやすいものは、砕いたり、摩擦するのが良い）

## 駆動方式による分類
駆動方式には電動式と手動式がある。

### 手動式コーヒーミル
電動式に比べ、必ずしも手軽とはいい切れないが、装飾性や挽くことによる演出効果がある。また電動式と違い熱や静電気を発生させにくいという効果もある。価格帯は日本円で千円台～数万円台のものまで様々である。中には実用に使えず、装飾品に近いものがあり注意を要する。また機種により工作精度や機械的剛性、回転軸ズレ等にひらきがあり、これらが劣っていると、粒子の大きさがそろいにくくなる、必要トルクのむらが大きい等の不具合が生じやすい。量が多いとき、時間がないときは面倒であり、また、浅煎りの豆やコスタリカの豆のように、堅い豆は挽きにくいこともある。実用性が乏しいものが多い一方、優れた機種では、より小さな力で挽け、粒子度合いが揃っているものも少なくない。
手動式ミルは主に家庭用に用いられるが、少数ながら手動式ミルによるコーヒーの香味・演出効果にこだわり、業務用に用いる喫茶店がある。

### 電動式コーヒーミル
家庭用の小型のものから、業務用の中型、工業用の大型のものまで様々である。家庭用のものは手動式よりも手早く挽きやすい。しかし小型のものは、内蔵モータを効率よく冷却することを考慮していないものが多いため、取り扱い説明書等にモーターの休止時間を規定してあるものがあり、結局多量を一気に挽く用途には使えない。
機種によって差はあるが手動式に比べ騒音が大きく、家庭用途では動作環境に注意を要する。演出効果は皆無である。
電動式コーヒーミル（主に後述のミキサーミル）を内蔵したミル付きコーヒーメーカーも多い。

## 粉砕方式による分類

### 擂り臼式ミル
のこぎり（凹凸）状の表面を備えた鋳鉄やセラミックスの固定歯（刃）と回転歯（刃）を備え、手動または電動で回転する。回転歯（刃）は円盤または円錐または円筒状をなす。コーヒー豆は2つの歯（刃）の凹凸の間で回転を与えられながら圧縮・打撃・剪断されて細かくなる。
低回転しか与えられず放熱性に優れた鋳鉄製手動式の場合では問題とならないが、電動式では高速で回転するために粉砕された粉には高温が発生し、コーヒーを黒化変色させ脂質の加熱変化に起因するオフフレーバー（香り成分の逸失。味も香りも抜けてしまい、ただ苦味だけを感じる）が発生しやすい。また歯（刃）の表面温度は瞬間的に鉄の融点を越えることがあり、鋳鉄製歯（刃）の場合、歯（刃）の寿命が長持ちしない。
機種にもよるが、粒子度合いがそろいにくいものがある。

### カッティングミル
カッティングミルは、幾つもの刃が付いた2枚の円盤を向かい合わせて片方を回転させ、刃と刃の間で砕くことをその原理としている。
円盤の間隔差により、粒子度合いの調整が可能である。極端な粗挽きには不向きである。この方式のミルは一般的には業務用に用いられるが、家庭用の小型電動式や手動式のものもある。
相対的に熱発生が抑えられる構造である。粒子度合いもそろえやすい反面、微粉末発生が多くなる。磨耗により急激に刃の部分やコーヒーに性能、品質劣化を引き起こす場合もある。定期的なメンテナンス（刃の隙間の調整や清掃）が必要である。小石等が混じる粗悪なコーヒー豆を挽くと、致命的なダメージを被る場合がある。

### 大型工業用破砕機
原理的にはカッティングミルに類似する。1914年シカゴのB.F.ガンプ（Gump Inc）社のジール・リーページ（LePage）が開発した。
一対のカッティングロールは一つのロールを横向きカット溝、もう一方のロールには縦向きにカット溝を備えている。左右ロールの回転速度を変えているのも特徴の一つである。ロールの溝はロール間隔差の圧力でコーヒー豆を噛み砕く（破砕する）。生産能力が高く、粒子も擂り潰されることなく均一で、断面は鋭角に仕上がる。ロール式構造により発熱が抑えられ（出口の粉温度は33℃程度）、微粉が少なく、豆の表面から油脂分が染み出すのを防ぐことも可能となった。
ロールを何段階かに分けて粉砕粒度の高精度化と生産性の効率化に結びつくことができた。
この方式の機械の中には、粉温度を上げないために、刃の周辺を水冷循環で冷却する装置を組み込んだものがある。

### ミキサーミル
フードプロセッサーを焙煎コーヒー豆粉砕に応用した機械。しかし日本国内でのフードプロセッサーの市場規模は小さく、大手メーカーではパナソニック1社のみの生産なのに対し、このタイプのコーヒーミルは数社から出ている。
家庭用小型電動タイプのものに限られる。
焙煎豆を入れるコンテナー内にプロペラをモーター駆動で高速回転させて豆を砕く。粒子度合いは通電時間により調整する。電源スイッチを押している時間が長くなるほど細挽き傾向となる。
構造が簡単で安価であり、小石等が混じる粗悪なコーヒー豆に対しても丈夫である。しかし粒子度合いが極めて不ぞろいになりやすく、熱の発生も大きく、微粉が多いのが難点である。
なお発熱の大きさはフードプロセッサーでも共通した問題である。

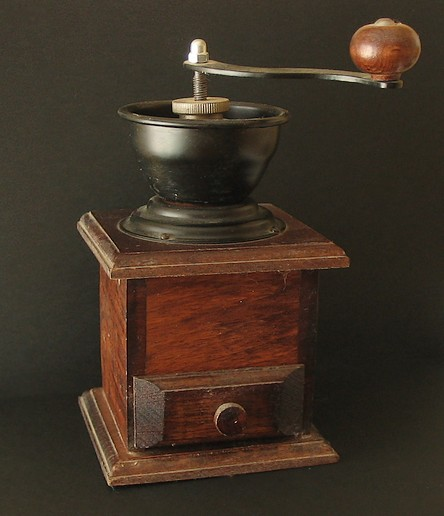
手動擂り臼式コーヒーミル
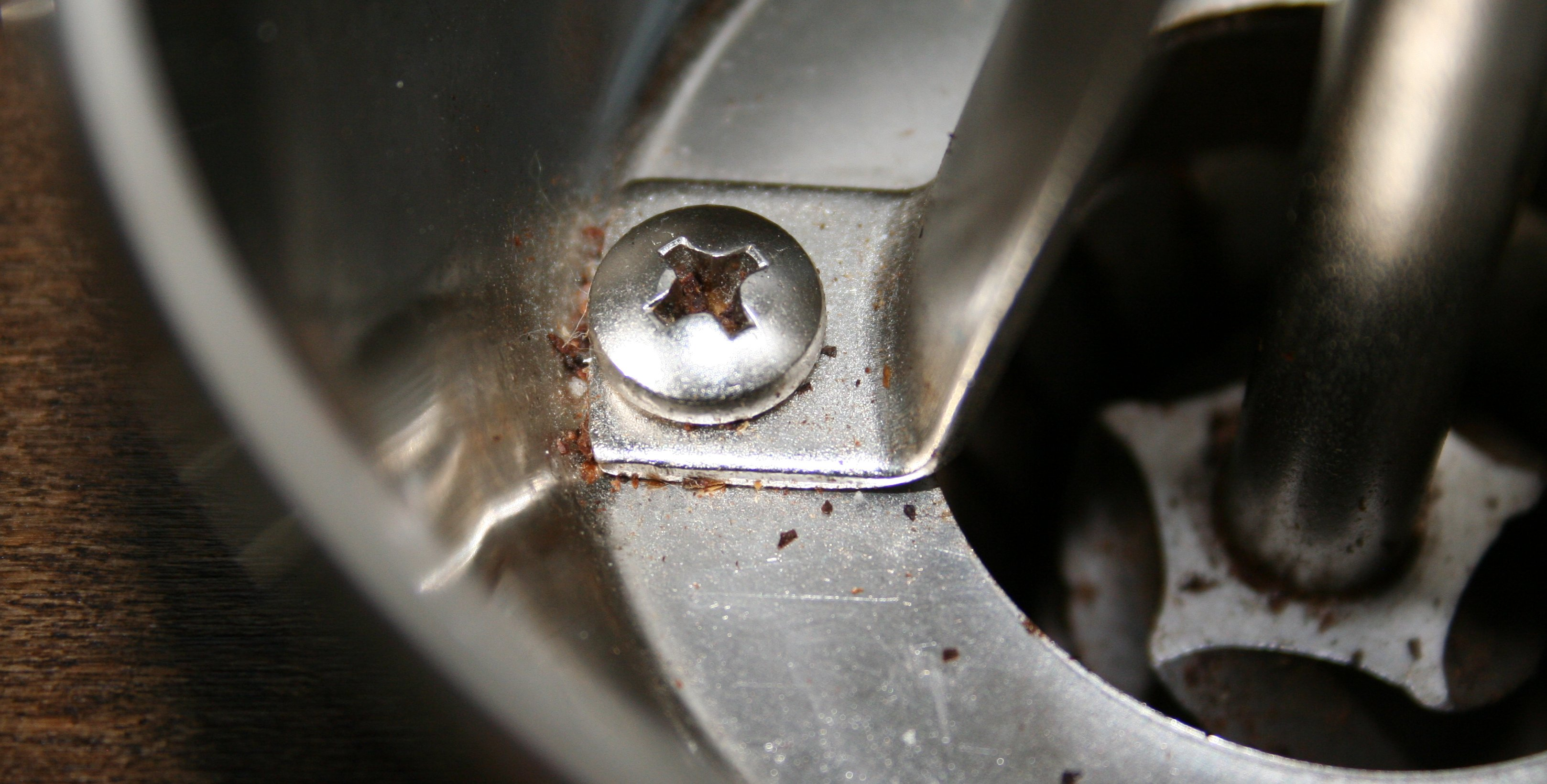
ホッパーの奥にのぞく内刃（手動式コーヒーミル）
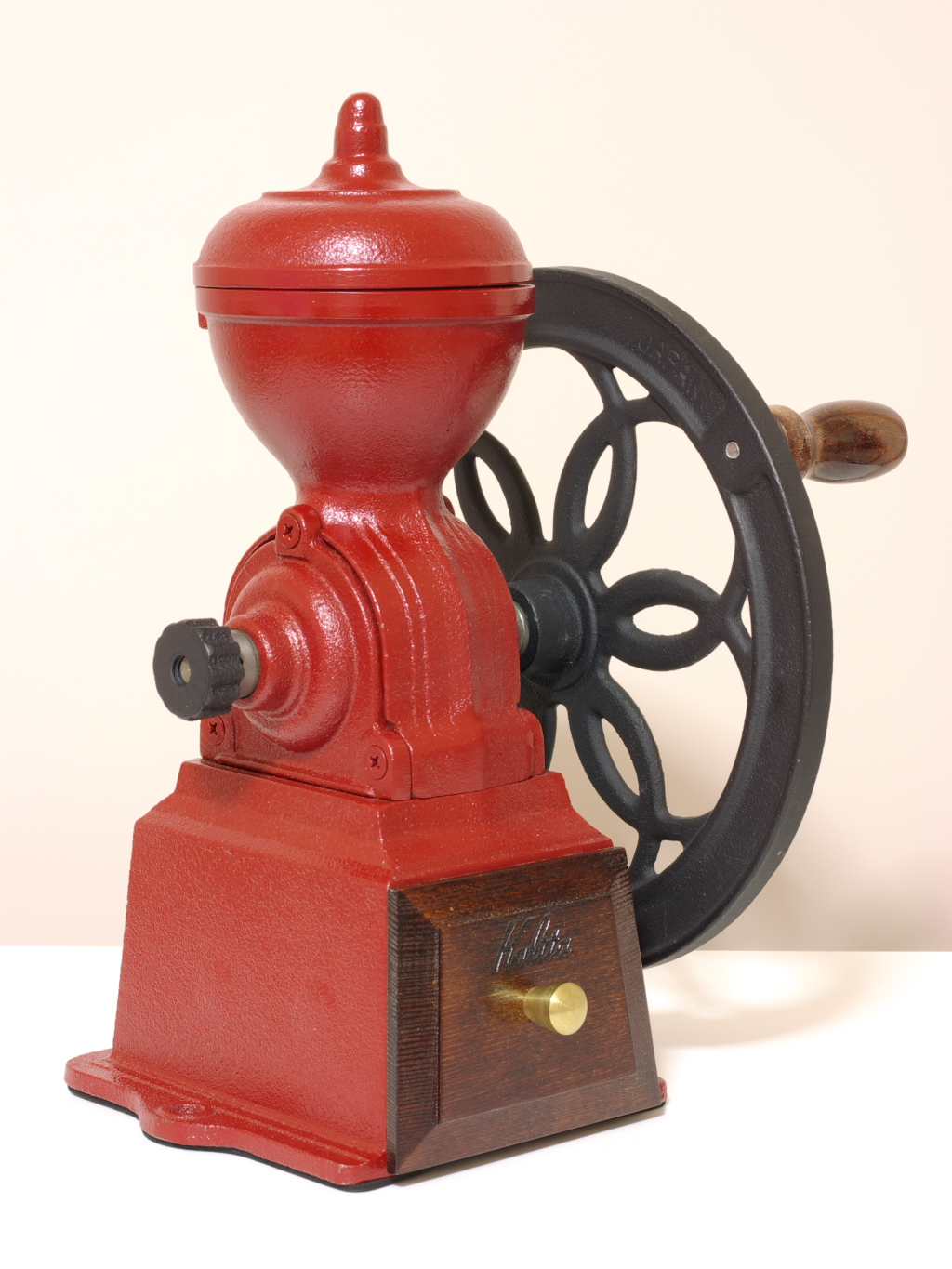
手動回転の作業性を改善すべく回転軸を水平にした手動擂り臼式コーヒーミルの例。蓋を備え豆の飛び散りを防止している。鋳鉄製
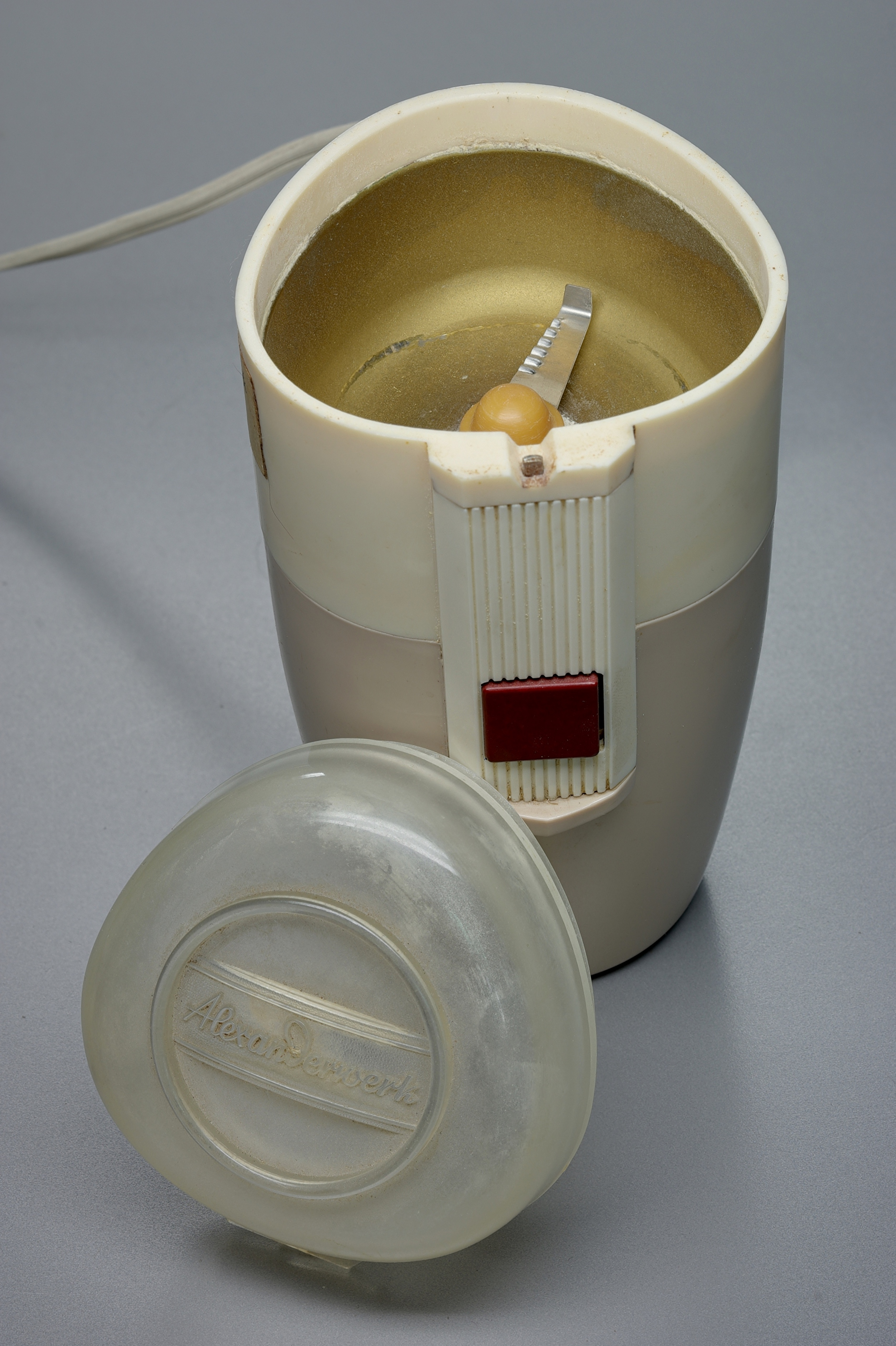
家庭用電動ミキサーミル

## 粒子度合いと抽出法の例
日本での一般的な粒子度合いと主な抽出法
| 粒度[Mesh] | 粒子径[mm] | 名称                 | 主な抽出法                 |
| ---------- | ---------- | -------------------- | -------------------------- |
| 18～       | 0.85～0.92 | 粗挽き Regular       | パーコレーター、ボイリング |
| 20～       | 0.78～0.84 | 中粗挽き             |                            |
| 22～       | 0.72～0.77 | 中粗挽き             | ネルドリップ               |
| 24～       | 0.65～0.71 | 中挽き Drip          | ペーパー、サイフォン       |
| 26～       | 0.60～0.64 | 中挽き Drip          | ペーパー、サイフォン       |
| 28～       | 0.55～0.59 | 中細挽き Medium fine | ペーパー、サイフォン       |
| 30～       | 0.50～0.54 | 細挽き Fine          | エスプレッソ、水出し       |
| 32～       | 0.46～0.49 | 細挽き Fine          | エスプレッソ、水出し       |
| 34～       | ～0.45     | 細挽き Fine          | ターキッシュ               |
アメリカ商務省が推薦するコーヒーメッシュ粒度規格
|            | 10および14メッシュ | 20および28メッシュ | 28メッシュ通過 |
| ---------- | ------------------ | ------------------ | -------------- |
| レギュラー | 33%                | 55%                | 12%(9～15)     |
| ドリップ   | 7%                 | 73%                | 20%(16～24)    |
| ファイン   | 0%                 | 70%                | 30%(25～40)    |
※メッシュ（1平方インチあたりの網目の数）と網目の開き
| メッシュ番号 | 網目の開き[mm] |
| ------------ | -------------- |
| 9            | 2.00           |
| 10           | 1.68           |
| 12           | 1.41           |
| 14           | 1.16           |
| 16           | 1.00           |
| 20           | 0.80           |
| 24           | 0.71           |
| 28           | 0.59           |
| 32           | 0.50           |
| 35           | 0.425          |
| 42           | 0.355          |